# Михаил Кирпонос
Михаил Петрович Кирпонос (на руски: Михаил Петрович Кирпонос) е руски и съветски офицер, генерал-полковник в Червената армия.

## Биография
Роден е на 12 януари 1892 г. в Украйна, Руска империя. Призован е в Руската армия през 1915 г. Участва в Първата световна война на румънския фронт. През 1917 г. завършва военно-фелдшерско училище, после служи като ротен фелдшер. През октомври същата година води сред войниците агитация за болшевизъм. Избран е за председател на полковия комитет и член на дивизионния революционен комитет.
Постъпва през 1917 г. в РККА (бъдещата Червена армия). Участва в Зимната война (или Съветско-финландска война). Заради военните си заслуги получава званието Герой на Съветския съюз на 21 март 1940 г.
Води защитата на Съветска Украйна срещу страните от Оста през Втората световна война. Убит е през 1941 г. по време на Битката за Киев.